# 大寶站 (北韓)
大寶站（：／ Taebo yŏk */?）曾为朝鲜铁路平南线上的一个车站，位于平壤万景台区域，废止时间不详。

## 历史
- 1944年1月10日：开始使用[1]。